# 山下隆志
山下 隆志（やました たかし、1960年12月17日 - ）は、日本の検察官、公証人。千葉地方検察庁刑事部長や、長崎地方検察庁検事正、広島地方検察庁検事正を歴任した。埼玉県出身。

## 人物・経歴
東京大学法学部卒業後、1985年に東京地方検察庁検事へ着任。東京地方検察庁特捜部検事、千葉地方検察庁刑事部長等を経て、2011年法務総合研究所研究部長。2014年奈良地方検察庁検事正。2015年高松高等検察庁次席検事。2017年長崎地方検察庁検事正。2018年広島地方検察庁検事正。2019年池袋公証人役場公証人。